# Fimbraria austinii
Fimbraria austinii là một loài rêu trong họ Aytoniaceae. Loài này được Underw. Stephani mô tả khoa học đầu tiên năm 1899.